# Тлемсен (покрајина)
Тлемсен (арап. ولاية تلمسان), једна је од 48 покрајина у Народној Демократској Републици Алжир. Покрајина се налази у северозападном делу земље на ободу испод планинског венца Малог Атласа уз обалу Средоземног мора, на граници са Мароком.
Покрајина Тлемсен покрива укупну површину од 9.061 km² и има 945.525 становника (подаци из 2008. године). Највећи град и административни центар покрајине је град Тлемсен.